# Kurt Bertels

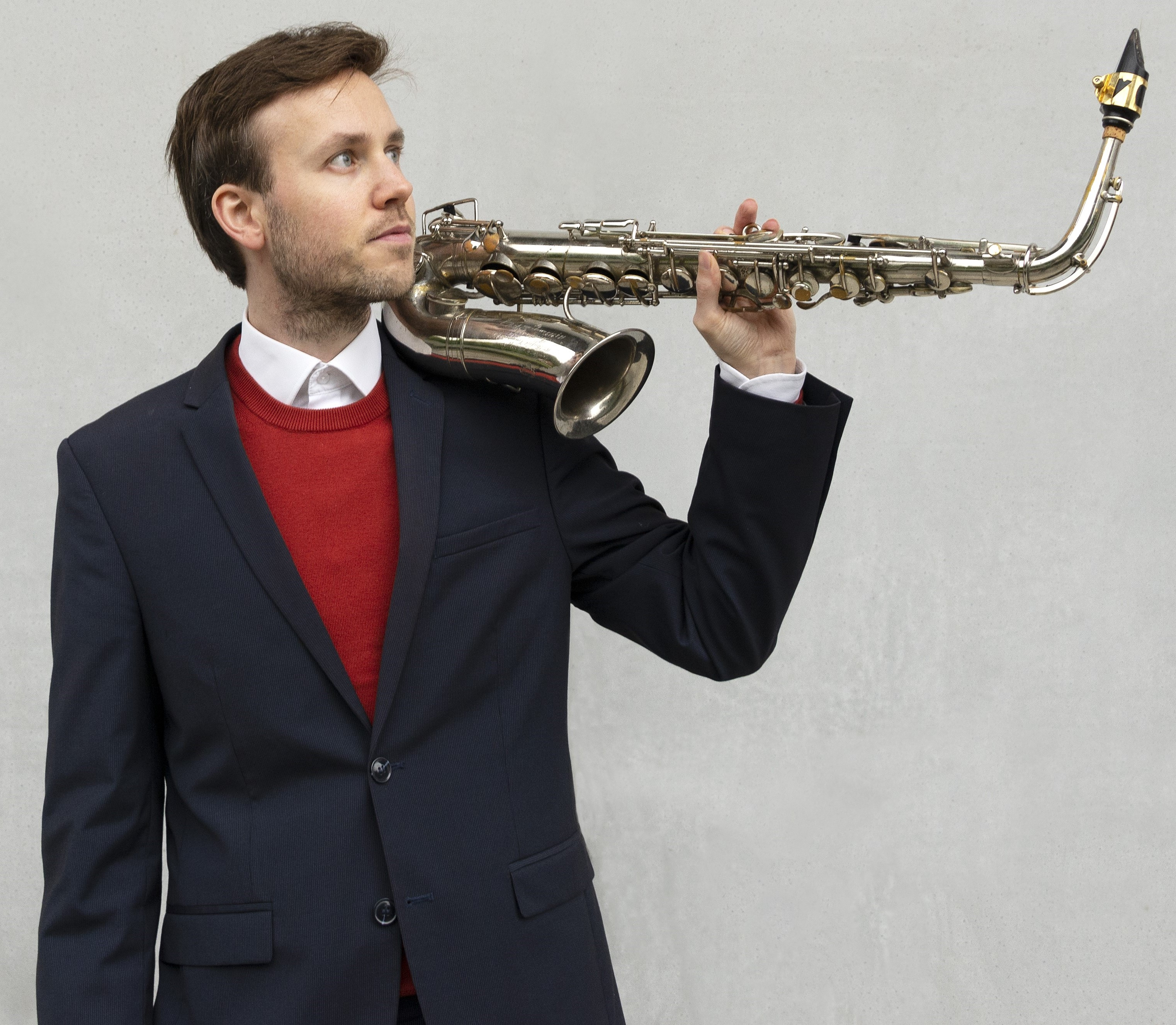
© Tysje Severens

Kurt Bertels (1989) is een Belgische klassieke saxofonist en onderzoeker, verbonden aan LUCA School of Arts Campus Lemmens, Koninklijk Conservatorium Brussel en Koninklijk Conservatorium Antwerpen. Hij is lid van het Kugoni Trio, Anemos Saxofoonkwartet en Duo Eolienne. Hij is gespecialiseerd in de historische uitvoeringspraktijk van de saxofoon en doet onderzoek naar de negentiende- en twintigste-eeuwse saxofooncultuur en -praktijk.
Bertels won diverse prijzen, waaronder het Prinses Christina Concours in 2009. In 2012 behaalde hij een Master of Arts in de Muziek aan het Koninklijk Conservatorium van Brussel. In 2020 behaalde hij een doctoraat in de kunsten aan de Vrije Universiteit Brussel over de negentiende-eeuwse Brusselse saxofoonschool.
In 2020 speelde Bertels het eerste saxofoonconcert van componist Paul Gilson. Van dit concert was in 2017 het originele manuscript teruggevonden, waarna Bertels in staat was om het concert in originele uitvoering ten gehore te brengen.
Kurt Bertels is (bestuurs)lid van de Jonge Academie van de Koninklijke Vlaamse Academie van België voor Wetenschappen en Kunsten, waar hij in 2023 werd gekroond tot laureaat van de Klasse Kunsten. Hij maakt overigens deel uit van de redactieraad van het internationaal wetenschappelijk tijdschrift The Saxophone Symposium (uitgeverij Boydell and Brewer) en is als onderzoeker verbonden aan de leerstoel Mecenaatstudies van de Universiteit Utrecht. 